# Багян, Григорий Карапетович
Григо́рий (Грико́р) Карапе́тович Багя́н (31 марта 1912 — 27 сентября 1965) — советский офицер, участник Великой Отечественной войны, Герой Советского Союза (29.06.1945). Генерал-майор (1963).

## Биография
Григорий Карапетович Багян родился в 1912 году в армянской крестьянской семье в селе Кущи Елизаветпольской губернии, Российская империя (ныне п. Кушчинский в Дашкесанском районе Азербайджана). Работал разнорабочим-строителем в тресте «Азнефть». В 1931 году окончил среднюю школу в Баку, в 1932 году — курсы преподавателей истории там же.
С 1932 года работал учителем истории в средней школе на родине, завучем школы сельской молодёжи, директором средней школы. Затем переведён на партийную работу инструктором Мардакертского районного отдела народного образования, с 1938 - заведующий отделом образования Мардакертского райкома ВКП(б). В 1939 году окончил курсы политсостава РККА при Бакинском пехотном училище. С 1936 года был членом ВКП(б).
С февраля 1941 года — в Красной Армии. Служил пропагандистом и комиссаром 387-го стрелкового полка 136-й стрелковой дивизии в Закавказском военном округе.
С сентября 1941 года участвовал Великой Отечественной войны, когда полк и дивизия были переданы в 18-ю армию Южного фронта. С января 1943 года — заместитель командира по политчасти 47-го гвардейского стрелкового полка 15-й гвардейской стрелковой дивизии47-го гвардейского стрелкового полка 15-й гвардейской стрелковой дивизии (преобразована из 136-й стрелковой дивизии) на Донском и Воронежском фронтах. Был ранен, а за мужество, проявленное в оборонительных боях под Сталинградом,  награждён орденом Красной Звезды. Его было решено направить на учёбу. 
С мая 1943 года учился в Стрелково-тактическом институте «Выстрел». 
После окончания института в начале 1944 года вернулся на фронт, назначен заместителем по строевой части 71-го стрелкового полка 30-й стрелковой дивизии на 1-м Украинском (с осени 1944 года до конца войны — на 4-м Украинском) фронте, и вскоре стал командиром этого полка. Участвовал в Проскуровско-Черновицкой, Львовско-Сандомирской, Западно-Карпатской, Моравско-Остравской наступательных операциях.
В апреле 1945 года командир 71-го стрелкового полка 1-й гвардейской армии 4-го Украинского фронта подполковник Григорий Багян проявил героизм в Моравско-Остравской наступательной операции. Южнее города Ратибор (Силезия, ныне — Польша)  его полк прорвал оборону врага у населённого пункта Рогув, с ходу форсировал реку Одер южнее города и завязал бой за расширение плацдарма на южном берегу. За проведение данной операции Григорий Багян был представлен к званию Героя Советского Союза.

Указом Президиума Верховного Совета СССР от 29 июня 1945 года за образцовое выполнение заданий командования и проявленные мужество и героизм в боях с немецко-фашистскими захватчиками подполковнику Григорию Карапетовичу Багяну было присвоено звание Героя Советского Союза с вручением ордена Ленина и медали «Золотая Звезда» (№ 7597).
Всего за время сражений Великой Отечественной войны Григорий Багян принимал участие в боях за Украину, Кавказ, Польшу и Чехословакию.
После окончания Великой Отечественной войны Г. К. Багян поступил в Военную академию имени М. В. Фрунзе и в 1948 году окончил её с отличием. В 1955 году после окончания Высшей военной академии имени К. Е. Ворошилова Григорию Багяну присваивается звание полковникa. 
До конца своих дней Г. К. Багян служил в рядах Вооруженных сил СССР. С октября 1957 по 1959 годы был командиром 85-й стрелковой дивизии (с июня 1957 — 85-я мотострелковая дивизия) в Сибирском военном округе. Затем занимал должность заместителя командующего войсками Сибирского военного округа.
Григорий Карапетович Багян скоропостижно скончался 27 сентября 1965 года. Похоронен в Ереване.

## Награды
- Медаль «Золотая Звезда» Героя Советского Союза[6] (29.06.1945)
- Орден Ленина[6] (29.06.1945)
- Два ордена Красного Знамени (08.03.1945, 03.06.1945)
- Орден Александра Невского (12.08.1944)
- Орден Отечественной войны I степени (10.01.1945)
- Два ордена Красной Звезды[5] (05.02.1943, 30.12.1956)
- Медаль «За боевые заслуги» (17.05.1951)
- Медаль «За оборону Сталинграда» (1942)
- Медаль «За Победу над Германией в Великой Отечественной войне 1941—1945 гг.» (1945)
- Медаль «За освобождение Праги» (1945)
- ряд других медалей СССР
- Медаль «В память 20-летия Словацкого восстания 1944 года» (ЧССР, 1964)

## Память
В Ереване в честь Героя установлен памятник и названа улица.